# TOKYOテープス〜ジェネシス・リヴィジテッド・ライヴ1996
『TOKYOテープス〜ジェネシス・リヴィジテッド・ライヴ1996』（原題：The Tokyo Tapes）は、イギリスのギタリスト、スティーヴ・ハケットが1996年12月に録音、1998年に発表したライブ・アルバム。

## 解説
アルバム『ジェネシス・リヴィジテッド』（1996年）リリース後に行われた東京公演の模様を収録しており、ハケット及びジェネシスの曲に加えて、ツアーに参加したジョン・ウェットンやイアン・マクドナルドの持ち曲も演奏された。ハケットによれば、本作の参加メンバーの大半はアメリカ在住で、しかも各々が離れた地域にいたため、まず電話、続いて手紙でやり取りし、リハーサルは日本に着いてから行われたという。なお、エイジアの曲「ヒート・オブ・ザ・モーメント」は、アコースティック・ギターとキーボードのみをバックにした、スロー・テンポのアレンジに変更された。また、「シャドウ・オブ・ヒエロファント」と「ロス・エンドス」の間ではチェスター・トンプソンがドラム・ソロを演奏した。今回のライブで使用されたエレクトリック・ギターとベースはフェルナンデス製、アコースティック・ギターはヤイリギター製である。
「ファイアーウォール」と「ザ・ディーラー」はスタジオ録音の新曲で、いずれもハケットとアロン・フリードマンの2人だけで演奏されている。
Steve McMullenはオールミュージックにおいて5点満点中3.5点を付け、ジェネシス時代の曲の再演に関して「アレンジの大幅な変更、またはインストゥルメンタル・セクションの拡張により、大部分の曲は彼らのスタジオ・ヴァージョンとかなり違っている」と評している。

## リイシュー
2008年にWHDエンタテインメントから発売された紙ジャケット仕様の日本盤再発CD (IECP-20132/3)は、ライブ録音の曲順はオリジナルと同様だが、「風に語りて」までの12曲がディスク1に収録される構成となっており、ボーナス・トラックは「ライディング・ザ・コロッサス」のスタジオ録音ヴァージョンに変更された。また、2013年にEsoteric Antennaから発売されたヨーロッパ盤リマスターCDは、ボーナス・トラックがスタジオ録音によるボブ・ディランのカヴァー「オール・アロング・ザ・ウォッチタワー」（ボーカルはジョン・ウェットン）に変更され、ボーナスDVDも追加された。

## 収録曲
特記なき楽曲はスティーヴ・ハケット作。

### ディスク1
1. ウォッチャー・オブ・ザ・スカイズ - "Watcher of the Skies" (Steve Hackett, Peter Gabriel, Tony Banks, Mike Rutherford, Phil Collins) - 8:59
  - ジェネシスのアルバム『フォックストロット』（1972年）より。
2. ライディング・ザ・コロッサス - "Riding the Colossus" - 3:32
  - スティーヴ・ハケットのアルバム『ジェネシス・リヴィジテッド』（1996年）の日本初回盤より。
3. ファース・オブ・フィフス - "Firth of Fifth" (S. Hackett, P. Gabriel, T. Banks, M. Rutherford, P. Collins) - 9:31
  - ジェネシスのアルバム『月影の騎士』（1973年）より。
4. バトルラインズ - "Battlelines" (John Wetton, Bob Marlette, Bob Mitchell) - 6:43
  - ジョン・ウェットンのアルバム『ヴォイス・メイル』（1994年）より。
5. カミーノ・ロワイヤル - "Camino Royale" (S. Hackett, Nick Magnus) - 9:05
  - スティーヴ・ハケットのアルバム『ハイリー・ストラング』（1983年）より。
6. クリムゾン・キングの宮殿 - "The Court of the Crimson King" (Ian McDonald, Pete Sinfield) - 7:39
  - キング・クリムゾンのアルバム『クリムゾン・キングの宮殿』（1969年）より。
7. ホライズンズ - "Horizons" - 1:53
  - ジェネシスのアルバム『フォックストロット』より。
8. ウォーキング・アウェイ・フロム・レインボーズ - "Walking Away from Rainbows" - 3:46
  - スティーヴ・ハケットのアルバム『ギター・ノアール』（1993年）より。
9. ヒート・オブ・ザ・モーメント - "Heat of the Moment" (John Wetton, Geoff Downes) - 4:06
  - エイジアのアルバム『詠時感〜時へのロマン』（1982年）より。

### ディスク2
1. イン・ザット・クワイエット・アース - "...In That Quiet Earth" (S. Hackett, T. Banks, M. Rutherford, P. Collins) - 4:02
  - ジェネシスのアルバム『静寂の嵐』（1976年）より。
2. ヴァンパイア・ウィズ・ヘルシー・アペタイト - "Vampyre with a Healthy Appetite" - 7:26
  - スティーヴ・ハケットのアルバム『ギター・ノアール』より。
3. 風に語りて - "I Talk to the Wind" (I. McDonald, P. Sinfield) - 5:27
  - キング・クリムゾンのアルバム『クリムゾン・キングの宮殿』より。
4. シャドウ・オブ・ヒエロファント - "Shadow of the Hierophant" (S. Hackett, M. Rutherford) - 7:14
  - スティーヴ・ハケットのアルバム『ヴォヤージ・オブ・ジ・アカライト』（1975年）より。
5. ロス・エンドス - "Los Endos" (S. Hackett, T. Banks, M. Rutherford, P. Collins) - 6:54
  - ジェネシスのアルバム『トリック・オブ・ザ・テイル』（1976年）より。
6. ブラック・ライト - "Black Light" - 2:29
  - スティーヴ・ハケットのアルバム『ベイ・オブ・キングス』（1983年）より。
7. ザ・ステップス - "The Steppes" - 6:47
  - スティーヴ・ハケットのアルバム『ディフェクター』（1980年）より。
8. アイ・ノウ・ホワット・アイ・ライク - "I Know What I Like" (S. Hackett, P. Gabriel, T. Banks, M. Rutherford, P. Collins) - 5:51
  - ジェネシスのアルバム『月影の騎士』より。
9. ファイアーウォール - "Firewall" - 4:40
  - スタジオ録音の新曲。
10. ザ・ディーラー - "The Dealer" - 4:22
  - スタジオ録音の新曲。

### 日本初回盤ボーナス・トラック
1. ロス・エンドス - "Los Endos" (S. Hackett, T. Banks, M. Rutherford, P. Collins) - 8:52
  - 『ジェネシス・リヴィジテッド』のヨーロッパ盤CDに収録されていた、ジェネシスの曲の再録音。

## 参加ミュージシャン

### ライブ録音
- スティーヴ・ハケット - ギター、ハーモニカ、ボーカル
- イアン・マクドナルド - フルート、サクソフォーン、ギター、キーボード、ボーカル
- ジュリアン・コルベック - キーボード、ボーカル
- ジョン・ウェットン - ベース、ギター、ボーカル
- チェスター・トンプソン - ドラムス

### スタジオ録音
- スティーヴ・ハケット - ギター、パーカッション
- アロン・フリードマン - キーボード、プログラミング(on "Firewall", "The Dealer")
- イアン・マクドナルド - フルート、サクソフォーン(on "Los Endos")
- ロジャー・キング - キーボード、プログラミング(on "Los Endos")
- ピノ・パラディーノ - ベース(on "Los Endos")
- ヒューゴ・ディーゲンハルト - ドラムス(on "Los Endos")
- チェスター・トンプソン - アディショナル・ドラムス(on "Los Endos")